# Usquert
Usquert (en groningois : Oskerd) est un village néerlandais de la commune de Het Hogeland, situé dans la province de Groningue.

## Géographie
Le village est situé dans le nord de la province de Groningue, près de la mer des Wadden, entre Uithuizen à l'est et Warffum à l'ouest et à 20 km au nord de la ville de Groningue.
Il possède une gare sur la ligne ferroviaire entre Groningue et Roodeschool.

## Histoire
Le 1er janvier 1990, Usquert, alors commune indépendante, est rattachée à la commune de Hefshuizen qui prend le nom d'Eemsmond en 1992. Celle-ci est à son tour supprimée et fusionne le 1er janvier 2019 avec Bedum, De Marne et Winsum pour former la nouvelle commune de Het Hogeland.

## Démographie
Au 1er janvier 2019, le village compte 1 365 habitants.